# Choki Gyaltshen
Choki Gyaltshen foi um Desi Druk do Reino do Butão, reinou por duas vezes, a primeira de 1823 a 1831 e a segunda de 1835 a 1838. No primeiro reinado foi antecedido no trono por Tendzin Drugdra, tendo-lhe seguido Dorji Namgyal. Após o segundo reinado foi sucedido por Dorji Norbu.